# 七色刑事ムラサキ
『七色刑事ムラサキ』（なないろけいじムラサキ）は、茶留たかふみによる日本の漫画作品。『月刊少年ジャンプ』（集英社）で、1992年2月号から11月号まで連載されていた。

## あらすじ
妖怪によって引き起こされた事件を専門に捜査する極秘の「妖怪警察 七色署」に、人間である吉川小紅が成り行きで勤務することになり数々の事件を解決してゆく。

## 登場キャラクター

### 七色署
吉川 小紅（よしかわ こべに）
人間の世界の方での新米刑事だったが、何もしないうちに盲腸炎で入院してしまった。病院での不審な事件に首を突っ込んだため蜘蛛髪姫に襲われ、ムラサキに救われた。秘密を知ってしまったことで元の職場に戻れなくなり強引に七色署に入る。芯が強く行動力のある女性。
有村 咲一（ありむら さくいち）
刑事。通称ムラサキ。普段は眠たそうな目をしていて何かとだらしのない男であるが戦う時になると強い。右手から攻撃用の赤色の光「赤鍾馗光」、左手から治癒の青い光「青神農光」を出す。
白保根（しらほね）
捜査一課課長。
青眼（せいがん）
刑事。浄眼という能力で隠れた妖怪を見つけることができる。右目は普段は閉じている。
黄原（きはら）
刑事。岩より堅い体を持つ。
緑川（みどりかわ）
刑事。爪つぶてという手の爪を飛ばす技を使う。関西弁。
道成寺 藍（どうじょうじ あい）
特別刑事。蛇使いのお嬢様。寒さに弱いため冬は休暇をとっている。ムラサキに惚れ込んでいるので小紅を敵視している。モチーフは安珍・清姫伝説。

### 妖怪
蜘蛛髪姫（くもがみひめ）
病院で人間を食っていた。頭髪が蜘蛛になっており単独でも動くことが可能。
犬魂（いぬだま）
捨てられたシーズーのファーニーに多数の犬神が合体して生まれた。犬神を一斉に放出することで爆発を起こす。
クビカリ
右手の鋭利な鎌で人間の首を刈り取り、その人に化けることができる。人の脳の記憶を覗くことを快楽としている。
鏡々爺（きょうきょうや）
鏡の中に住み女をさらっている。怪獣の幻像（元ネタはジャバーウォック）を出すことができる。
水牛鬼（すいぎゅうき）
邪夢の手下。吸血事件を起こしていた。
屍馬（しば）
邪夢の手下。水牛鬼の兄弟。凍結の息を吐く。元ネタは牛頭馬頭。
邪夢（じゃむ）
人間の体に寄生して血液中の欲望のエネルギーを食っていた。小紅にも取り付く。
武ー邪夢（ぶーじゃむ）
邪夢によって肉体を変形させられたサラ金会社の社長。元ネタは『スナーク狩り』。
半分様（はんぶんさま）
その昔高僧によって引き裂かれて封印された悪神。元ネタは柳田國男の『一目小僧 その他』（角川書店、1954年）。
影オタク（かげオタク）
影切り包丁を使って人間の影を切り取り体内に集めている。影を取られた人間は衰弱してゆき死ぬ。影切り包丁で影オタク自身の影を攻撃しないと倒せない。
化けツツガ（ばけツツガ）
ツツガムシが不法投棄された産業廃棄物を食い集合体となったもの。猛毒の塊。

## 単行本
- 茶留たかふみ 『七色刑事ムラサキ』 集英社〈ジャンプ・コミックス〉、全2巻
  1. 1992年10月発売 ISBN 4-08-871236-6
  2. 1993年1月発売 ISBN 4-08-871237-4